# Endospermum robbieanum
Endospermum robbieanum är en törelväxtart som beskrevs av Albert Charles Smith. Endospermum robbieanum ingår i släktet Endospermum och familjen törelväxter. Inga underarter finns listade i Catalogue of Life.